# Adevăr

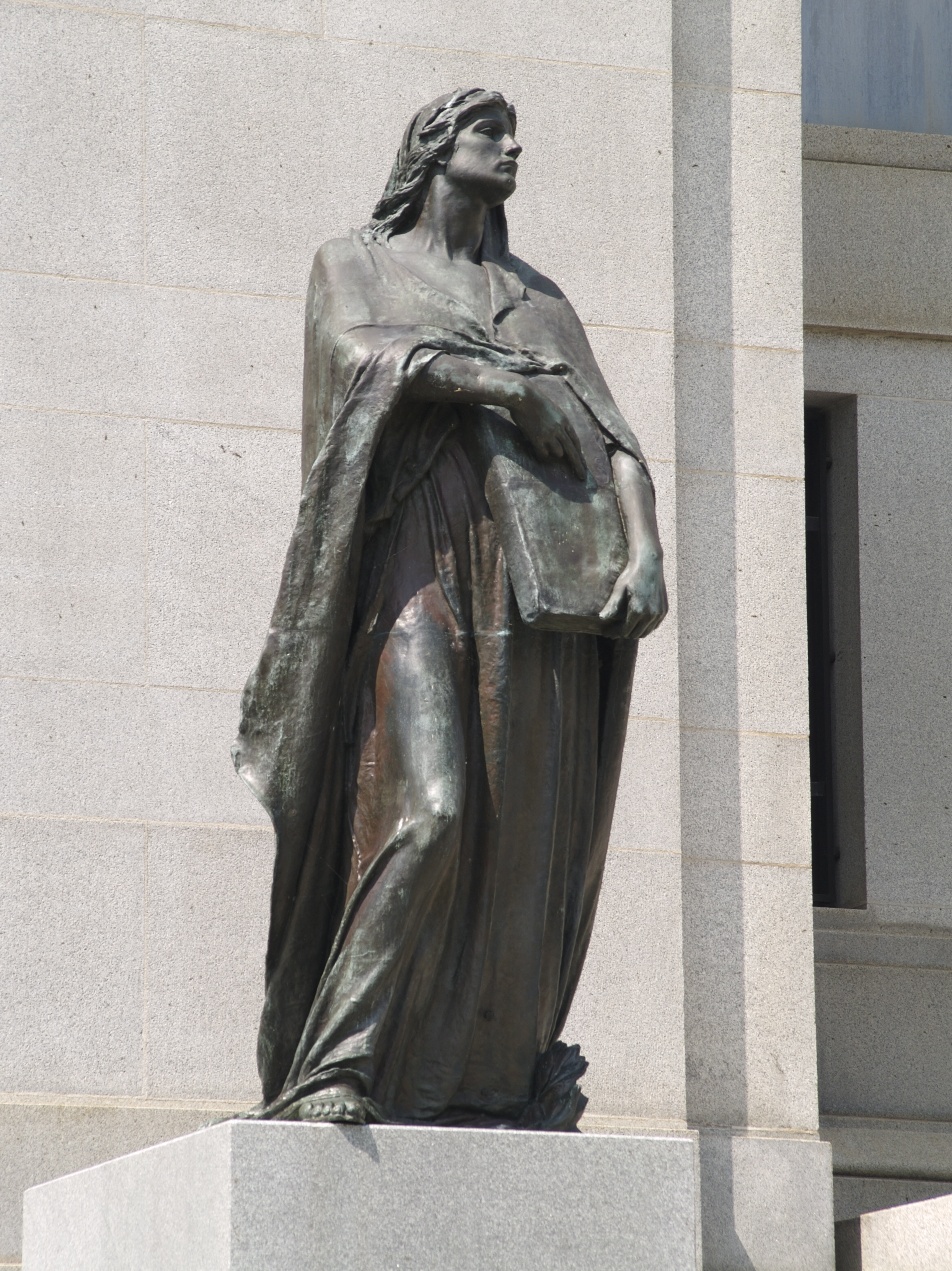
Walter Seymour Allward, Veritas, 1920

Adevărul este o proprietate a unei propoziții declarative sau șir de propoziții al cărui sau al căror conținut poate fi verificat și confirmat prin observație, prin experiență, sau prin demonstrație logică, matematică sau numai discursiv argumentantă. Atribuirea acestei proprietăți numai propozițiilor, în contrast cu proprietățile care sunt prezente în interiorul/structura propozițiilor, indică apartenența acestei proprietăți la metalimbaj.

## Definiții
Pentru a răspunde la întrebarea ce este adevărul?, este necesar:
A. ceea ce noi spunem că este adevărat sau fals: cui atribuim noi calitatea de a fi adevărat? care este natura enunțurilor care sunt acceptate de o persoană, fiind numite adevărate?
- propoziții;
- credințe;
- gânduri și opinii;
- dar cu siguranță nu răscrucile, caz în care rațiunea noastră judecă și alege.

Adevărul pare atunci să se exprime în limbă și să nu existe în afara ei; astfel, să spunem despre ceva că este adevărat înseamnă să facem literalmente adevărul.
B. mijloacele de distingere între adevărat și fals și de a califica ceva ca fiind adevărat sunt: rațiunea (gândirea), înțelegerea, principiile logicii etc.
În consecință se pot propune următoarele distincții :
1. Adevărul material, care reprezintă corespondența între ceea ce este și judecata care a dus la enunțarea sa în propoziție: această corespondență este confirmată de experiență. Dar natura acestui tip de adevăr este variabilă, pentru că acesta poate fi un adevăr obiectiv, relativ, subiectiv, etc., după teoria cunoașterii care îl susține (realism, relativism, criticism, etc).
2. Adevărul formal, care reprezintă validitatea concluziilor unui sistem ipotetico-deductiv, apărute prin intermediul regulilor de deducție aplicate unor postulate și axiome admise. Acest tip de adevăr nu depinde de conținutul propozițiilor (vezi articolul logică) și depinde de acordul său cu înțelegerea. În acest caz, adevărul este un adevăr de corespondență și este prioritar pentru că nu depinde de experiență.
Acest ultim punct permite introducerea unei noțiuni: adevărurile pur formale sunt denumite adevăruri analitice. Adevărurile care se trag din experiență sunt denumite adevăruri sintetice: Les vérités tirées de l'expérience sont quant à elle des vérités synthétiques, pentru că noi legăm termenii pe care îi presupunem a aparține unor ființe, a căror existență este contingentă.
3. Adevărul metafizic care, se bazează în condițiile sale pe ipoteza existenței unui sistem de referință ontologic în ființa oricărei persoane. În acest caz, distingem adevărul absolut și adevărul relativ.
4. Adevărul unei credințe sau a unei opinii, care reprezintă veridicitatea unei propoziții care se acord cu un ansamblu de credințe care existau înaintea sa. Acest tip de adevăr este denumit adeseori adevăr coerent.

## Teoriile adevărului

### Teoria pragmatistă
Definiție dată de William James: „O propoziție este adevărată dacă este utilă”.

### Teoria deflaționistă
Teoria deflaționistă a adevărului spune că nu există nici o diferență în a zice că o propoziție p este adevărată și a zice că p este falsa. Adevărul, din acest punct de vedere, nu are nici un aport în ceea ce afirmăm. În consecință, dacă spunem că cerul este albastru, aceasta implică: acesta este cazul în care cerul este albastru.

### Teoria asupra originii adevăratului și falsului
Prima apariție a Adevăratului și Falsului pare să-și aibă originea în povestire; se spunea că o povestire este adevărată, când faptele apărute în ea s-au întâmplat cu adevărat; falsă, când faptele apărute în ea nu s-au întâmplat în niciun procent. Mai târziu, filozofii au folosit cuvântul pentru a desemna acordul dintre o idee și un obiect; astfel, se spunea despre o idee că este adevărată dacă aceasta descria un obiect așa cum este el; se spunea despre o idee că este falsă, dacă aceasta descria un obiect altfel decât cum este el în realitate. Ideile nu sunt de fapt altceva ca povestirile sau relatările naturii prin spirit. Și de aici, lumea a început să desemneze asemănător, metaforic, lucrurile inerte. Astfel, când spunem despre ceva că este adevărat sau fals, este la fel ca și cum acel lucru ne-ar spune ceva, care poate să fie o descriere corectă sau nu.

## Istorie
Adevărul cu primul sens a fost definit de către Aristotel în Despre Interpretare, operă în care analizează formarea propozițiilor logice, adică părțile de discurs susceptibile de a fi adevărate sau false. O propoziție este adevărată când în ea se spune despre ceva că este ceea ce este sau că nu este ceea ce nu este. Este falsă când în ea se spune despre ceva că este ceea ce nu este sau că nu este ceea ce este. Acest tip de adevăr se mai numește adevăr corespondent și este folosit cu referire la cercetările științifice. Această concepție este foarte realistă, pentru că noi spunem despre propoziția pisica este pe covor că este adevărată deoarece ea este pe covor și nu invers.
Problema este ceea ce se înțelege prin corespondență. Este o propoziție adevărată pentru că este asemănătoare cu ceea la ce se referă? Nu, pentru că respectiva propoziție este formată și din cuvinte care nu corespund faptelor. Asta înseamnă că propoziția exprimă o anumită parte din realitate ; problema acestei teorii este însă cum este aceasta posibil.
În ciuda teoriei sale a silogismului, se pare că Aristotel nu a știut să distingă primele două sensuri ale adevărului. Această deosebire apare în logica stoică, expusă de Sextus Empiricus în lucrarea sa Schițe Pironiene. Analiza stoică a implicației permite validarea propozițiilor ca dacă pământul are aripi, el zboară. Cele două părți ale implicației sunt efectiv false, dar raționamentul este valid.
Adevărul cu sensul al doilea este un tip de adevăr folosit în metafizică și teologie. Acesta consistă din deducerea dintr-un ansamblu de ipoteze sau de cunoștințe dobândite prin experiență, a unei cocluzii necondiționate. Dumnezeu, ideile, inima, începutul absolut al lumii, și chiar și conștiința ca fundament al cunoașterii în idealism, sunt exemple ale unor asemenea concluzii ontologice.
Adevărul cu sensul al treilea se referă la justificarea unei credințe sau a unei opinii, de exemplu a credinței morale, care nu este nici o certitudine, nici o coerență internă a unui discurs logic. Este o opinie sau doxă care nouă ni se pare a fi veritabilă. Cineva poate să nu fie de acord întru totul cu aceasta. Este totuși susținută de gândirea de tip relativist. O obiecție clasică este faptul că o informație ficțională poate fi coerentă, fără să aibă o legătură destul de mare cu realitatea.
Pentru Epicur toate percepțiile noastre senzoriale sunt adevărate, astfel că aisthesis, senzația este criteriul suprem al adevărului. (Sextus Empiricus)

## Valori de adevăr
Valoarea de adevăr este expresia gradului de certitudine a corespondenței judecății (propoziției logice) cu starea de fapt vizată de judecată. Valoarea de adevăr originează în incapacitatea spiritului omenesc de a reproduce în sine ceea ce este în afară de sine manifestată print-o rămânere în urmă față de realul exterior sieși. Este implicit recunoașterea relativității capacității de cunoaștere individuală și colectivă a omului. Aceasta situație ar fi exclusă în cazul unei reflectări absolute în spirit a realității vizate când ar putea exista o singură valoare a judecății făcute și anume adevărul. Pentru subiectul cunoscător, extrem de riguros, dinamica cunoașterii s-ar desfășura numai între două valori: adevărul și falsul. Practica vieții umane impune o relativitate în evaluarea cunoștinței extinzând valorile de adevăr de la două la trei valori: adevărul, falsul, probabilul. În acest mod ia naștere studiul judecăților cu trei valori, adică logica trivalentă.

## Tehnologia și adevărul
Poligraful este un instrument care măsoară diverși parametri fiziologici în încercarea de a detecta anxietatea care s-ar manifesta odată cu spunerea unui neadevăr.
Proiectul PHEME își propune să analizeze veridicitatea datelor, mesajelor, apelurilor și comunicațiilor, un fel de uriaș detector de minciuni care se verifice în timp real mesajele, să le compare cu datele existente în bazele de date interconectate din întreaga lume și care să poată emite, instataneu, o evaluare a veridicității mesajelor.

### Adevărul în logică
- Logică
- Valoare logică

### Teorii ale adevărului
- Coerentism
- Teorii epistemice ale adevărului
- Teoria pragmatică a adevărului
- Teoria semantică a adevărului

### Teoreticieni principali
- Aristotel
- Toma de Aquino
- Augustin de Hippo
- J.L. Austin
- Brand Blanshard
- John Dewey
- Hartry Field
- Gottlob Frege

- Jürgen Habermas
- Martin Heidegger
- Paul Horwich
- William James
- Harold Joachim
- Saul Kripke
- Charles Sanders Peirce
- Platon

- Karl Popper
- W.V. Quine
- Frank P. Ramsey
- Bertrand Russell
- Socrate
- P.F. Strawson
- Alfred Tarski
- Ludwig Wittgenstein